# Primula veris
Primula veris é uma planta angiospérmica da família das primuláceas, nativa da Europa e introduzida na América do Norte.

## Descrição
A primula veris é uma planta com 8-30cm, tendo em cada ramo 5-16 flores amarelas, com 8-20 mm.

## Usos
É uma planta medicinal, usada para infusões para alívio de tosse, bronquite e para tratar doenças nervosas, dor de cabeça ou reumatismo.